# Конка (Виченца)
Конка (итал. Conca) је насеље у Италији у округу Виченца, региону Венето.
Према процени из 2011. у насељу је живело 46 становника. Насеље се налази на надморској висини од 125 м.